# Nea Anchialos
Nea Anchialos (griechisch Νέα Αγχίαλος, (f. sg.)) ist ein Gemeindebezirk der Gemeinde Volos in der griechischen Region Thessalien. Mit der Verwaltungsreform 2010 wurde Nea Anchialos nach Volos eingemeindet, wo es seither einen von neun Gemeindebezirken bildet.

## Geografie
Nea Anchialos liegt an der Küste des Pagasitischen Golfs, südwestlich des Zentrums von Volos, nordöstlich von Almyros, südwestlich von Esonia und südlich von Feres.

## Gliederung
Nea Anchialos besteht aus
- dem Stadtbezirk Nea Anchialos (47,977 km², 6.131 Einw.)

und den Ortsgemeinschaften
- Aidinio (Αϊδίνιο, 12,938 km², 318 Einw.)
- Mikrothives (Μικροθήβες, 20,273 km², 370 Einw.)

## Geschichte

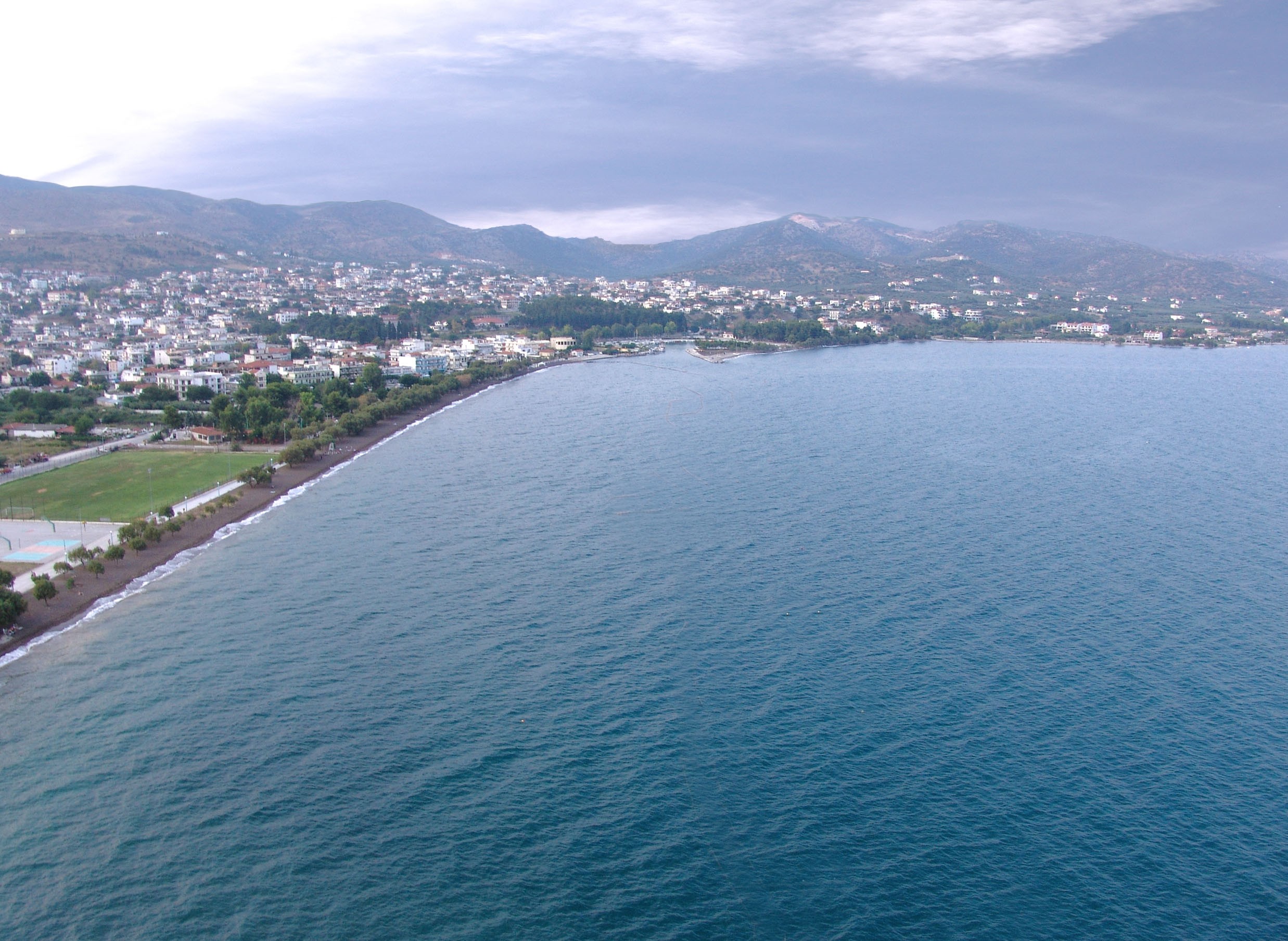
Nea Anchialos

An der Stelle der heutigen Stadt Nea Anchialos befand sich in der Antike die Stadt Pyrassos, die bereits bei Homer erwähnt wurde. Dort befand sich ein Tempel der Demeter. Pyrassos wurde 217 v. Chr. von Philipp V. von Makedonien zerstört.
Nea Anchialos wurde 1906 von Flüchtlingen aus Anchialos (heute: Pomorie) und Burgas in Bulgarien gegründet. Die Stadt ist in einem nahezu vollständig rechteckigen rasterartigen Grundriss angelegt. 1912 erhielt sie ihre Anerkennung als Landgemeinde (kinotita).
Am 20. April 1943 wurde die Ortschaft durch die italienische Besatzungsmacht und am 30. April 1954 durch das Erdbeben von Sofades mit der Stärke von 6,7 bis 7,0 auf der Richterskala stark beschädigt.
1955 wurde der Ort an das überregionale Stromnetz angeschlossen. 1997 wurden die Dörfer Aidinio und Mikrothives eingemeindet und Nea Anchialos zur Stadtgemeinde (dimos) erhoben.

## Verkehr
Der Flughafen Nea Anchialos ist gleichzeitig der Flughafen von Volos. In der Nähe befindet sich auch ein Militärflugplatz. Nea Anchialos besitzt einen beliebten Strand und einen Yachthafen.